# Abbazia di San Salvatore a Giugnano
L'abbazia di San Salvatore a Giugnano è un'abbazia in rovina nel comune di Roccastrada, nella provincia di Grosseto, in Toscana.

## Storia
Molto imponenti sono i resti dell'abbazia benedettina, situati nei pressi del podere "le Casacce". Citata nel 1076 come dipendente dall'abbazia di San Salvatore sul Monte Amiata, passò agli inizi del XIII secolo sotto la giurisdizione dell'abbazia di San Galgano divenendo un importante centro d'attività mineraria. Dalla metà del Duecento fu sede degli eremiti agostiniani e cominciò a decadere sin dagli inizi del XIV secolo.

## Descrizione

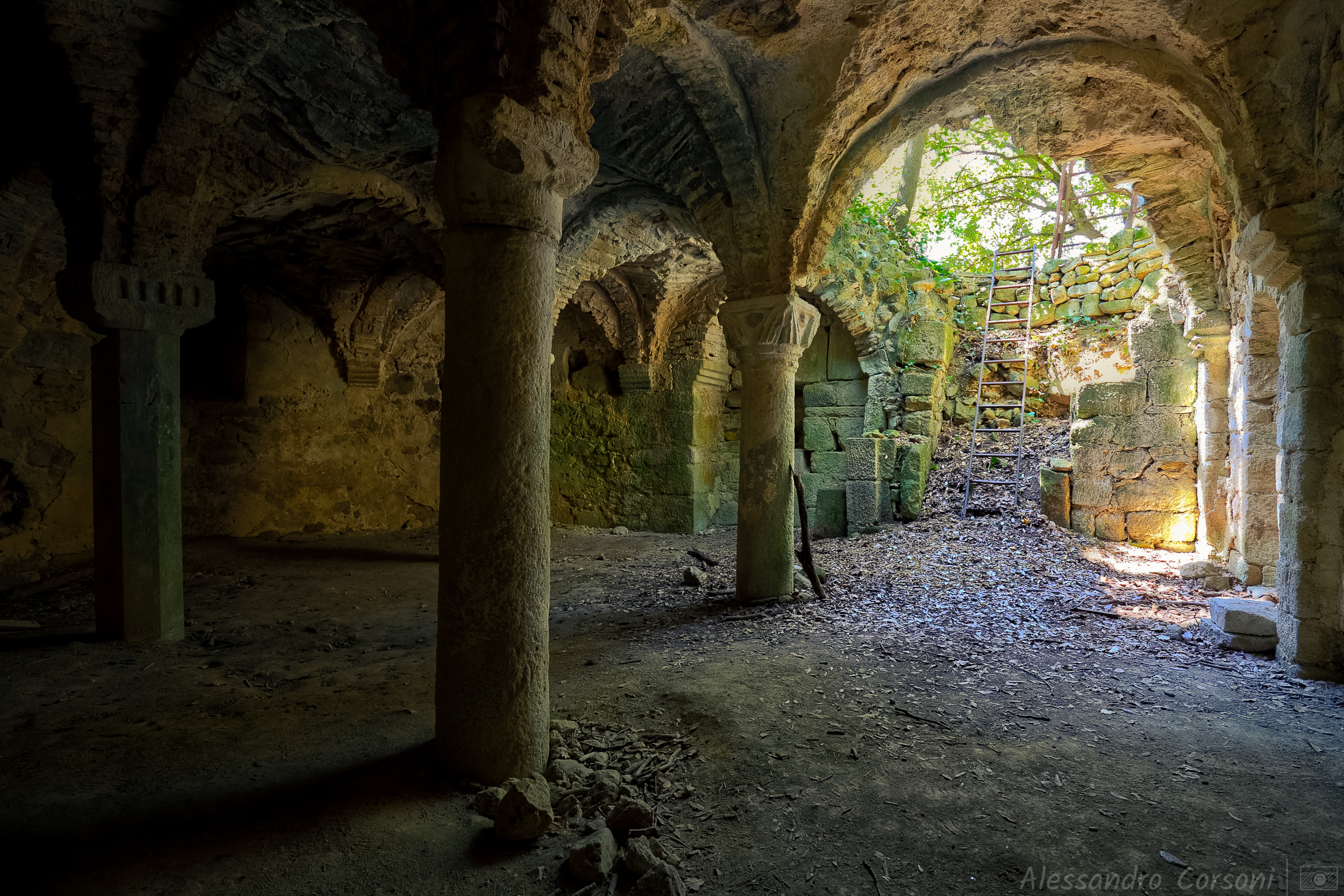
La cripta

I ruderi si trovano nella valle formata dal torrente Bai delimitata a ovest dal rilievo di Montemassi e a est da Roccastrada. Rimasti in stato d'abbandono per lungo tempo, si presentano parzialmente interrati; la parte più conservata è la cripta romanica che si articola in un ambiente rettangolare con abside semicircolare e volte a crociera sorrette da capitelli in arenaria con decorazioni zoomorfe e geometriche d'ascendenza lombarda.